# Ambrussum
Ambrussum est un site archéologique situé sur le territoire de la commune de Villetelle (Hérault), non loin de Lunel, entre Nîmes et Montpellier. Durant l'Âge du fer (VIIIe – IIe siècle av. J.-C.), Ambrussum est un oppidum de Celtique méditerranéenne. Après la conquête romaine (IIe siècle av. J.-C.), une agglomération gallo-romaine voit le jour sur la ville haute, tandis que se développe en contrebas une station routière, au bord de la voie Domitienne. Ambrussum est aussi célèbre pour le pont Ambroix, franchissant le Vidourle, peint notamment par Gustave Courbet.

## Toponymie
L'origine du nom Ambrussum reste obscure. La racine ambr- n'est pas rare en Gaule, en Espagne ou en Italie (voir par exemple les Ombriens). Ce nom peut être rapproché de celui des Umbranici, peuple voisin des Tectosages sur la table de Peutinger. Plus prudemment, on observera que la base ambr-, conservée dans des toponymes d’Espagne, de Gaule, d’Italie et d’Illyrie, pourrait se rapporter à un substrat pré-indoeuropéen. D'après Plutarque, les Ligures s'appelaient Ambrones dans leur propre langue.
Le pont Ambroix, qui marque le passage de la voie Domitienne, a un nom proche, et a fait perdurer le toponyme du site.

### Attestations antiques
Quatre monnaies en bronze, portant l'inscription AMBR en caractères grecs, renvoient au toponyme gaulois, Ambroson.
Quatre gobelets en argent, trouvés dans le lac de Bracciano à Vicarello, listent les étapes de Cadix à Rome : trois, datés de 27 av. J.-C., indiquent Ambrussum, tandis que le quatrième, daté de 10-20 ap. J.-C., indique Ambrussio. L'itinéraire d'Antonin (IVe siècle av. J.-C.) utilise aussi la forme Ambrussum. La table de Peutinger mentionne Ambrusium. L'itinéraire de Bordeaux à Jérusalem (333) indique Ambrosium. L'inscription AMBR apparait aussi en caractères latins sur deux pièces en mauvais argent découvert sur le site.

## Situation géographique
L'agglomération d'Ambrussum se situe sur la commune actuelle de Villetelle (Hérault),.
Le site s'inscrit dans la vallée fluviale du Vidourle. Il constitue un axe nord-sud permettant de rejoindre le littoral et la mer Méditerranée. La position d'Ambrussum sur ce cours d'eau lui permet de contrôler les flux de circulation et d'échanges entre Cévennes et Méditerranée.
Le site se développe sur deux entités : la colline du Devès, où se situe l'oppidum, qui domine le Vidourle et la plaine de Lunel, et le quartier bas, où se développe notamment le relais routier, au bord du Vidourle.
L'agglomération fait partie de la cité des Volques Arécomiques, avec pour chef-lieu Nîmes, qui s'étend alors de l'actuel Gard jusqu'à Montpellier. Ambrussum a néanmoins pu bénéficier d'une certaine autonomie (frappe de sa propre monnaie) et du droit latin ou romain (deux citoyens romains, Caius Statius Cantaber et Lucius Statius Novellus sont nommés sur une stèle funéraire du Ier siècle apr. J.-C. à Villetelle).
Ambrussum est situé à égale distance de Nemausus (Nîmes) et Sextantio (Castelnau-le-Lez), à 15 milles romaines de chaque, soit 22,20 km.
Aujourd'hui, le site est proche du passage de l'autoroute A9. Une aire d'autoroute à proximité porte le nom d'Ambrussum,. Une ligne TGV se trouve non loin.

## Historique du site

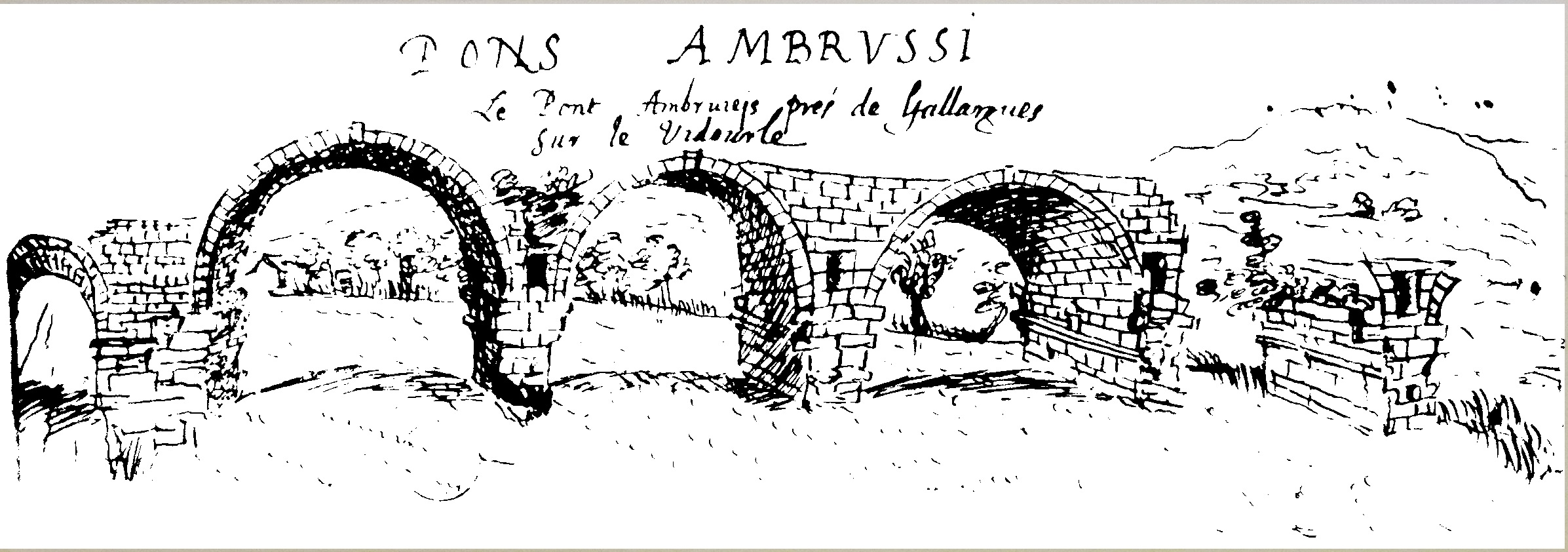
Le Pons Ambrussi, représentation commandée par Anne de Rulman en 1620.

La connaissance du site se fait d'abord par le pont. Au XVIIe siècle, Anne de Rulman, avocat nîmois, signe un dessin de l'ouvrage, contenant encore quatre arches. Au XVIIIe siècle, le marquis d'Aubais commande un plan des ruines des trois arches restantes. Ce plan fait connaître l'ouvrage aux auteurs de l'Histoire du Languedoc et à Léon Ménard (historien nîmois), qui indique que sur la colline environnante se trouve l'emplacement d'une agglomération romaine. En 1835, un pasteur des environs effectue une première fouille sur les remparts de l'oppidum. En 1857, la Société archéologique de Montpellier fait lever un plan de ces fortifications. Avant 1914, les fouilleurs du Dr Marignan découvrent différents vestiges, du Néolithique à l'Antiquité romaine ; ils sont réenterrés et le site est abandonné.
À partir de 1967, les fouilles reprennent, avec de premiers sondages, puis des chantiers estivaux, dirigés par Jean-Luc Fiches (de 1969 à 1985). En 2016, l'archéologue Maxime Scrinzi mène de nouvelles campagnes. Des fouilles sont toujours en cours en 2019 et 2020.

## Premières occupations (Néolithique - premier Âge du fer)
Le sommet de la colline du Devès est occupée dès le Néolithique final : les témoignages, dont des racloirs et des pointes en silex, sont caractéristiques de la culture de Ferrières (2600-2100 av. J.-C.).
La colline est aussi occupée à l'Âge du bronze, avec quelques restes de coupes à décors incisés ou cannelés, du Bronze final (1200-800 av. J.C.). Une fibule en bronze est aussi découverte près du pont Ambroix : d'origine italique, elle atteste des échanges entre cette région et l'Italie, bien avant l'installation des Phocéens à Marseille.
Des fragments céramiques du premier Âge du fer, soit la période du Hallstatt, sont aussi retrouvés sur le site : tessons d'amphore étrusque et morceau de coupe grecque décorée d'une palmette (VIe – Ve siècles av. J.-C.).

## L'oppidumcelte (deuxième Âge du fer)

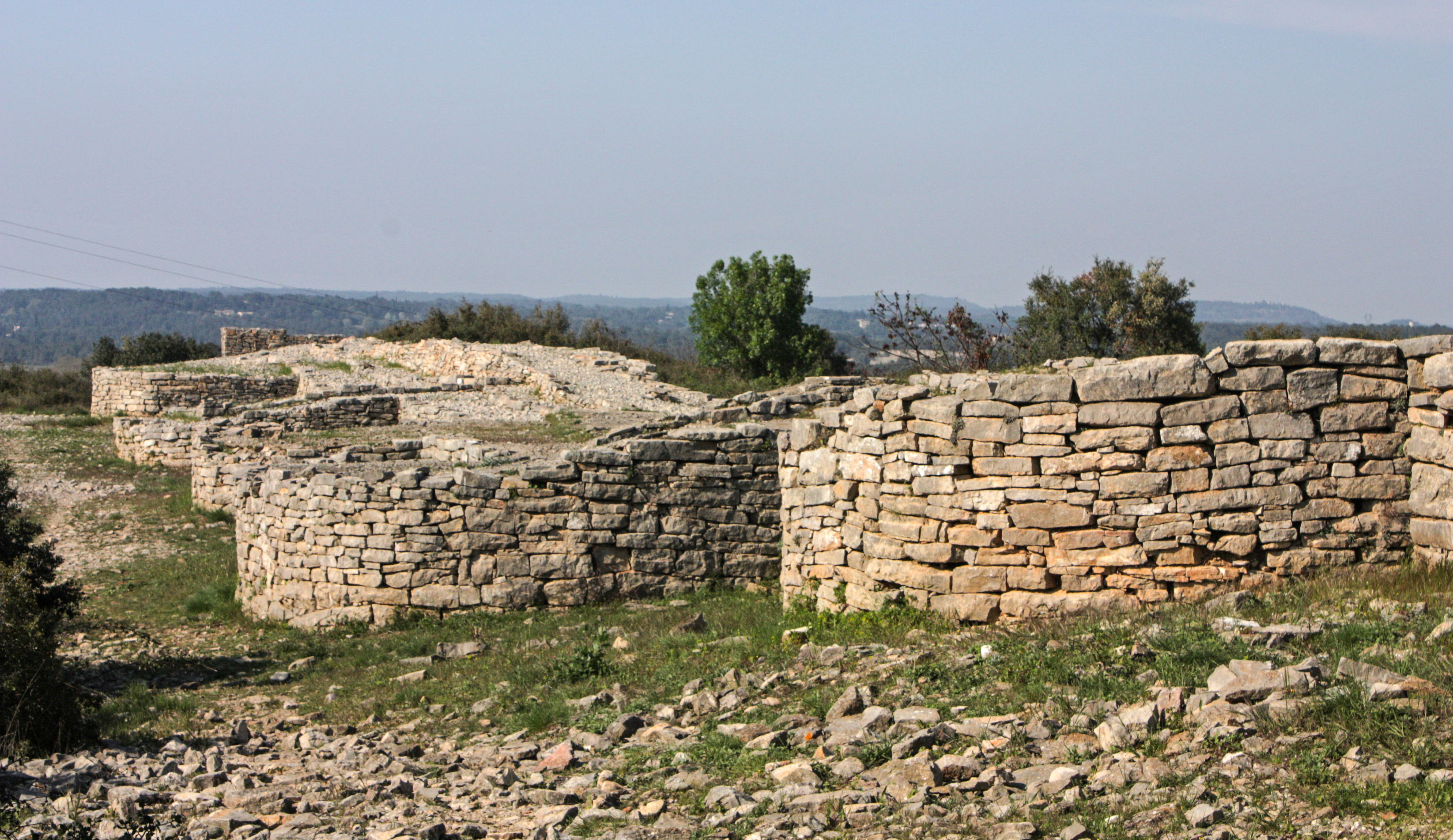
Remparts ouest d'Ambrussum.

L'oppidum d'Ambrussum se met en place à partir du deuxième Âge du fer, à la période de La Tène, à la fin du IVe siècle ou au début du IIIe siècle av. J.-C.. Une première agglomération apparait, entourée d'un rempart à tours quadrangulaires.
Un second rempart est édifié dans la seconde moitié du IIIe siècle, avec des tours arrondies, qui inclut des éléments du premier rempart. Il sert aussi bien de moyen de défense que de marqueur de hiérarchie sociale pour la classe privilégiée y résidant. Il est restauré au IIe siècle av. J.-C., en deux fois.
Un cimetière est mis en place à cette époque sur la partie basse du site, en zone inondable. Sept tombes à incinérations sont retrouvées, avec aussi bien des enfants, des adolescents et des adultes, hommes et femmes. Si cette nécropole se situe sous l'emplacement de la station routière, elle peut s'être étendue jusqu'au pont, où d'anciennes armes gauloises sont découvertes.

## Époque gallo-romaine (IIesiècleav. J.-C.-IIIesiècleapr. J.-C.)

### La ville haute

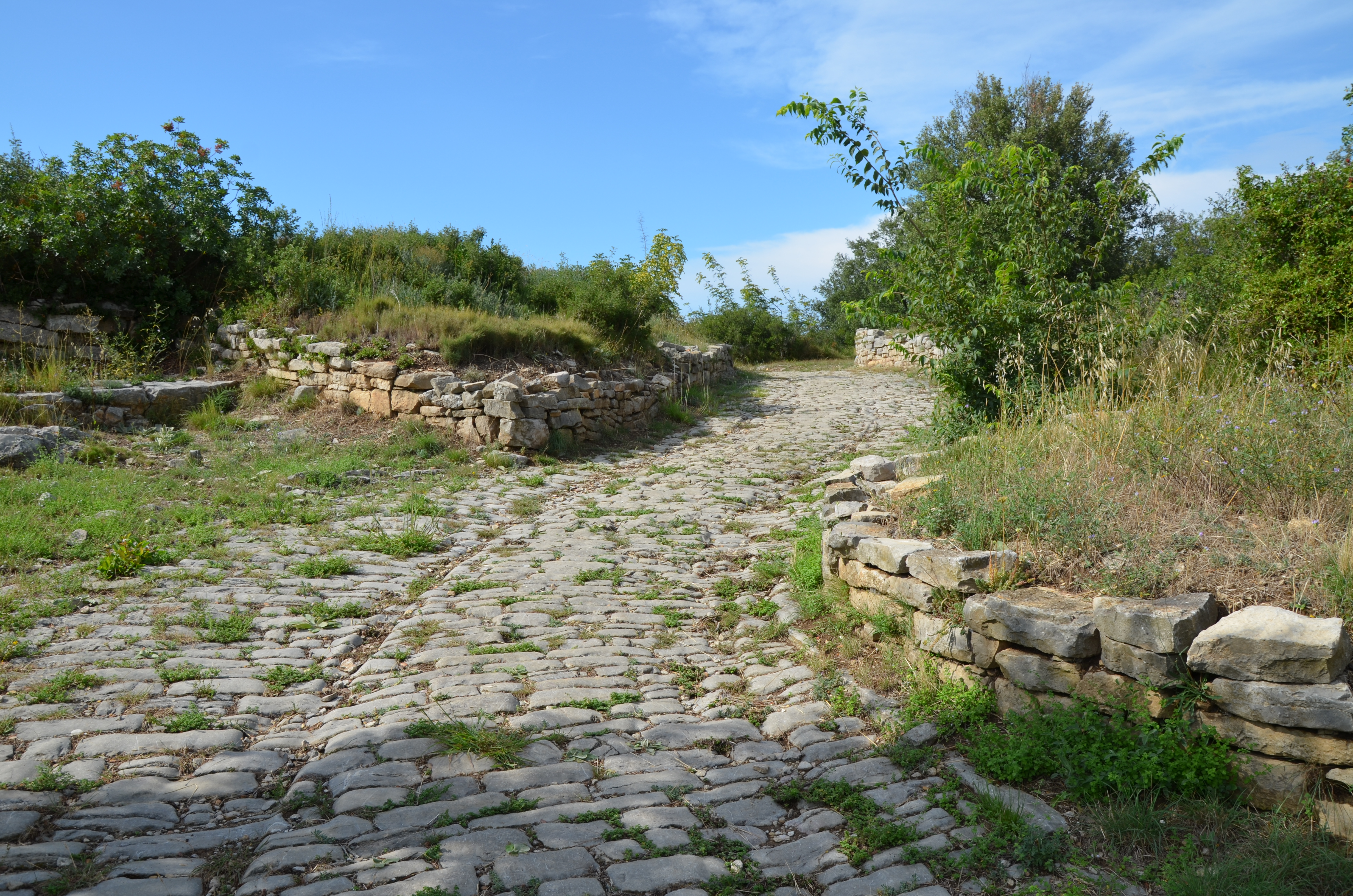
Voie pavée de la ville haute d'Ambrussum.

L'artère principale de l'agglomération a été mise au jour en 1975 sur 200 m : il s'agit d'une rue pavée, qui constitue le tracé de la voie Domitienne au moins durant le Ier siècle apr. J.-C.. La partie basse est détruite, mais elle rejoignait le pont, en passant par une porte dans le rempart aujourd'hui disparue. En courbe pour s'adapter au relief, elle reste très pentue. Large de 3,05 m, les véhicules ne peuvent se croiser. Les abords de cette rue sont constitués de restes de murs, d'entrées, de ruelles, ce qui montre la présence de maisons et de boutiques, aujourd'hui recouvertes par la végétation, construites en terrasse. Elle débouche sur une place (le forum), et continue après jusqu'à la sortie par la porte sud du rempart.

Forum d'Ambrussum en cours de fouille, été 2019.

Le forum, encore en partie dallé, se trouve au niveau de l'entrée sud de la ville. Il date du Ier siècle après J.-C. et est entouré d'un portique et de bâtiments publics.
Le tronçon du rempart au sommet de la colline est utilisé au dernier quart du Ier siècle apr. J.-C. (sous Tibère) comme dépôt d'objets votifs, avec notamment des gobelets en céramique et de petits autels en pierre.
Plusieurs habitations ont été retrouvées : il s'agit de trois maisons de 400 m², à cour intérieure, inspirées de la domus romaine, situées dans deux quartiers distincts, près du rempart, dans la partie ouest de la ville. Elles sont occupées de la seconde moitié du Ier siècle apr. J.-C. jusqu'à l'abandon du site en hauteur.
Le déclin de cette partie du site s'amorce au IIe siècle apr. J.-C..

### La voie Domitienne
La voie Domitienne constitue un axe de communication est-ouest, assurant à l'agglomération un contact avec le chef-lieu de cité Nemausus, les villes proches de Lunel-Viel et de Sextantio ainsi que le port de Lattes. Des produits d'origines lointaines, comme de l'huile et des saumures de poissons de Bétique (péninsule ibérique) ou du vin d'Italie du Sud et d'Afrique, sont commercés et consommés dans l'agglomération d'Ambrussum.

### La station routière

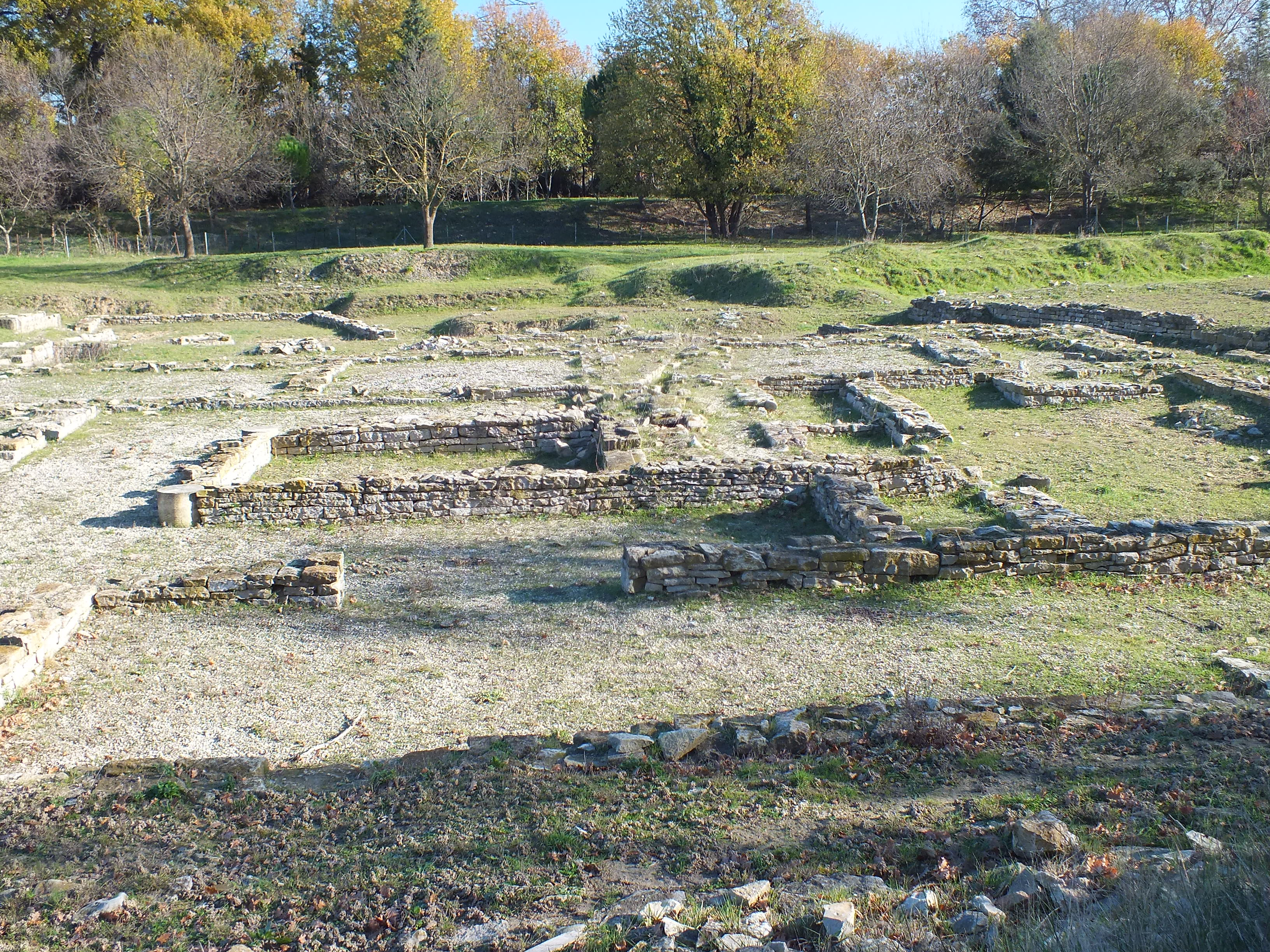
Vue des vestiges du quartier bas d'Ambrussum

Le quartier bas d'Ambrussum est traversé par une rue correspondant à un tracé de la voie Domitienne (contournant l'oppidum et sa pente importante), avec de part et d'autre des bâtiments. Une partie de la rue et des constructions se trouvent sous la route actuelle (mise en place au XVIIe siècle), ayant un tracé proche. Le plan du quartier s'intègre dans le réseau cadastral entre Sextantio et Ambrussum, construit en rapport avec les decumani tracés à partir de la portion rectiligne de la voie Domitienne entre ces deux étapes. Ce quartier spécialisé se développe sous l'impulsion d'Auguste qui, à la fin du Ier siècle av. J.-C., décide de développer les infrastructures routières de l'Empire.
Quatre îlots, séparés par des ruelles, se situent au nord-est de la rue et constituent la partie centrale du quartier entre cette rue et le fleuve. Trois d'entre eux semblent, d'après leur plan, être des lieux d'étapes. Ils sont construits autour d'une cour centrale, entourée de diverses pièces. L'accès se fait par des portes charretières, donnant directement sur la rue, sauf pour un des îlots, qui est précédé par une galerie couverte. Le mur nord-est de ce même îlot est d'ailleurs d'une largeur importante, 1,5 m, afin de protéger le bâtiment des crues du Vidourle. Dans ce sens-là, l'ensemble du quartier a plusieurs fois été rehaussé, afin de se protéger de la montée des eaux.
L'un des îlots fouillés le plus en profondeur est l'îlot nord. L'état dans lequel il se présente est celui de l'époque augustéenne (autour du changement d'ère), qui n'est pas le plus récent. Il est organisé autour d'une cour centrale, accessible par des portes charretières au sud-ouest et nord-est. À l'est se situent quelques pièces communes. Au nord se trouve un bâtiment symétrique, composé de trois pièces centrales plutôt petites et deux autres plus grandes aux extrémités. L'une d'entre elles, la plus proche de l'entrée, se distingue. Elle ouvre directement sur la cour et a livré un nombre important d'objets métalliques : trente-huit monnaies, des éléments de parures (fibules, clous, miroir …) et des instruments et outils (agrafes de harnais, clavettes, fer de sabot, boîtes à sceaux, poids d'une once romaine). Il pourrait ainsi s'agir d'une remise, dans laquelle se faisaient aussi les comptes et les échanges. Les trois autres pièces, trois chambres et une pièce de vie, sont connectées par une galerie. Différents éléments montrent que l'établissement peut aussi avoir une dimension agricole et/ou métallurgique : un moulin à bras, un grand foyer (aux dimensions importantes, à proximité d'un point d'eau, laissant penser à une forge), une construction circulaire abritant un four, ainsi que des traces de sabots d'animaux dans la cour. L'établissement serait donc à la fois un lieu d'étape (four et foyer permettant la cuisson d'aliments, forge) et une ferme, ce qui correspond à la société de l'époque, où il n'y a que peu de spécialisation.
Le quatrième îlot, celui le plus au sud, se distingue des autres : il est constitué de plusieurs petites pièces, sur un plan orthonormé. Construit entre le milieu du Ier siècle apr. J.-C. et la fin du IIe siècle apr. J.-C., il peut s'agir d'un îlot résidentiel. Des traces de réoccupations de la seconde moitié du IVe siècle apr. J.-C. sont visibles sur une terrasse au bord du Vidourle, avec des structures plus grossières et un puits rebouché à l'abandon définitif de cette zone.
De l'autre côté de la rue se trouve un établissement thermal, qui se situe en partie sous la route actuelle. Il s'agissait sans doute de bains publics, pour les usagers de la voie Domitienne. L'alimentation en eau se faisait grâce à quatre puits.
Un petit autel votif du haut Empire en pierre a été retrouvé, dédié par une femme nommée Petale Antonia à la déesse romaine Fortuna, attestant du culte du panthéon romain sur le site.
Au sud se situe la « maison de charron », une forge spécialisée dans la réparation des véhicules. Des armes y sont aussi présentes, pouvant indiquer la présence d'une garnison sur le site, pour contrôler biens et personnes.
Au nord se situe un grand bâtiment de 1000 m², construit autour d'une cour centrale, entourée de pièces pour l'accueil des voyageurs et les activités domestiques. Il se différencie des autres auberges par son plan, l'aménagement de la cour (pavée), l'étage supposé et les décors peints s'y trouvant. Il a été attribué au cursus publicus : cet hôtellerie devait être réservée à une clientèle privilégiée, comme des fonctionnaires, des représentants des cites et/ou de l'Empire et de personnes disposant d'un titre de transport des services postaux impériaux.
L'abandon du quartier commence entre la fin du IIe et le IIIe siècle apr. J.-C., même si l'hôtellerie est réorganisée au IVe siècle. L'abandon total du site se fait au Ve siècle.

### Le pont Ambroix

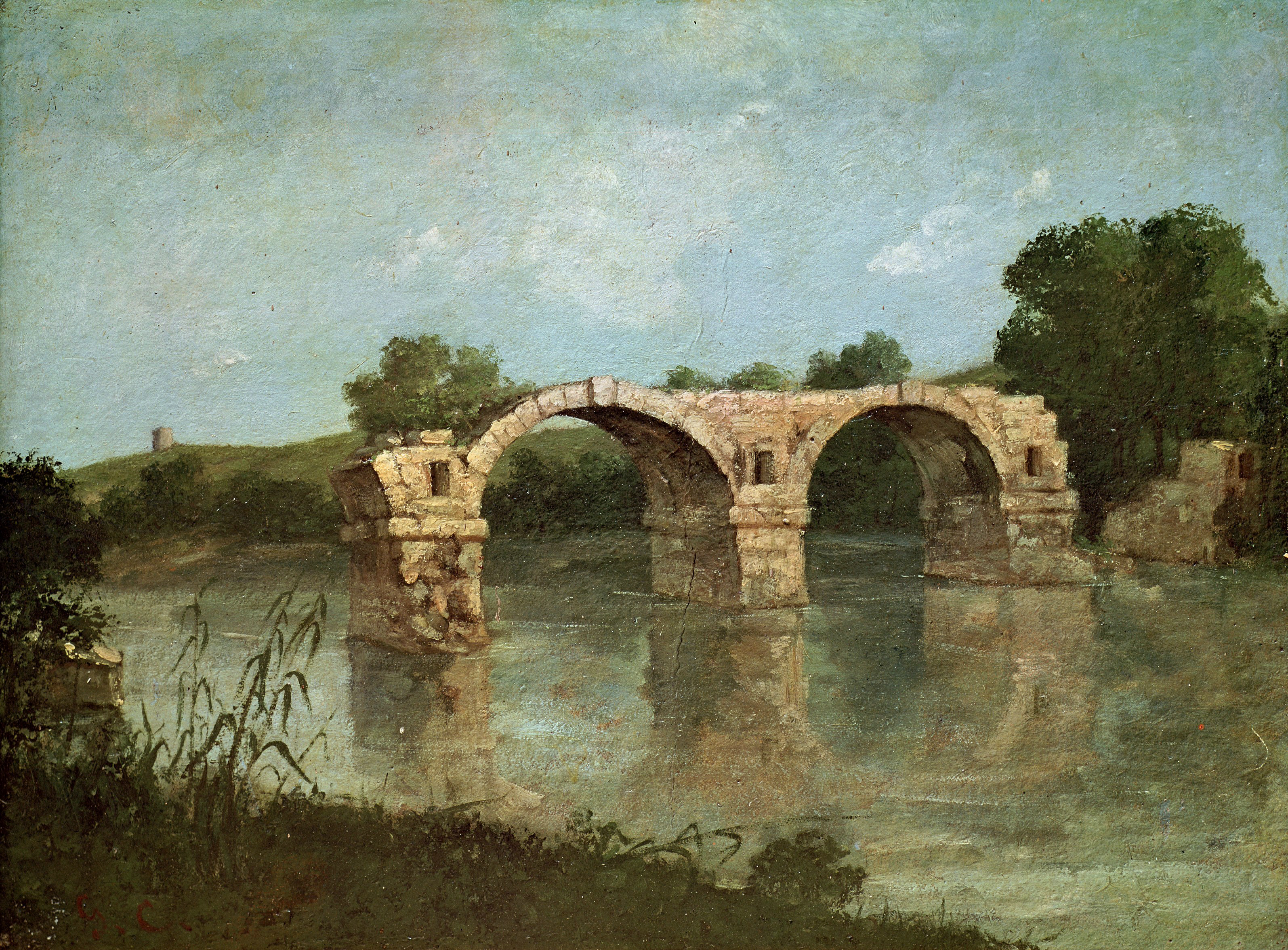
Le Pont d'Ambrussum, Gustave Courbet, 1857, huile sur papier marouflé sur bois, 48 x 63 cm, Musée Fabre (Montpellier).

## Occupation médiévale
Après l'abandon du site et le déclin de l'Empire romain d'Occident, la voie Domitienne est toujours utilisée. Elle est abandonnée au profit du tracé du chemin de la Monnaie (camin de la Mouneda, de l'expression latine via munita, voie empierrée), qui contourne la colline par le sud. Néanmoins, le pont Ambroix est toujours utilisé. En 1156, l'église Sancte Marie de Ponte Ambrosio est mentionnée, sa localisation étant au sud du pont. Les fouilles du Dr Marignan laissent apparaître des bâtiments du bas Moyen Âge, sans doute un établissement de moniales construit en 1254.
Avec la mise en place du Camin Roumieu, voie parallèle au sud de Lunel, cette portion de la voie Domitienne et le pont sont peu à peu abandonnés, le pont étant détruit par les récupérations de matériaux et les violentes crues. Un acte notarié du 15 juillet 1390 atteste d'accusations à l'encontre des habitants de Gallargues pour avoir détruit le « pont Ambrueys ».

## Valorisation du site

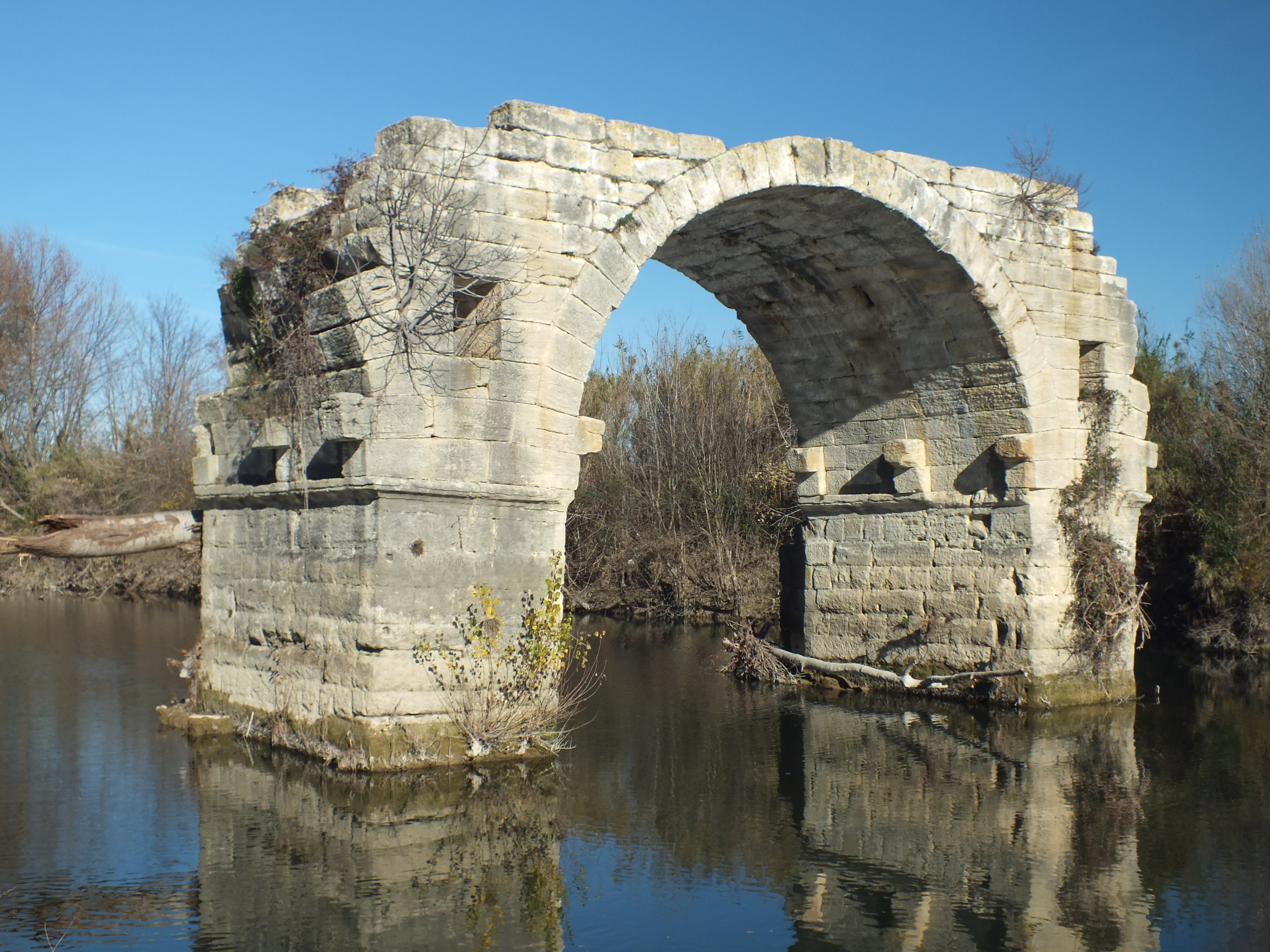
La dernière arche du pont Ambroix encore en élévation.

L'ensemble de l'oppidum est classé au titre des monuments historiques depuis le 26 février 1974.
Le site est ouvert librement aux visiteurs, un parcours archéologique est mis en place et des visites guidées ont lieu.
Le musée archéologique du site, gratuit, ouvre ses portes en 2011.